# 君津中央病院
国保直営総合病院 君津中央病院（こくほちょくえいそうごうびょういん きみつちゅうおうびょういん）は、千葉県木更津市南部にある公立病院である。千葉県の災害拠点病院であり、第3次救急医療機関（救命救急センター）でもある。

## 沿革
- 1938年（昭和12年）10月5日  - 「愛の君津病院」が開院[1]（木更津市長須賀）。
- 1943年（昭和18年） - 「君津共同病院」と改称。
- 1951年（昭和26年） - 「君津病院」に再改称。
- 1964年（昭和39年） - 木更津市、君津郡内の町村により君津郡市中央病院組合設立「国保直営総合病院君津中央病院」に改称。
- 1968年（昭和43年） - 木更津市桜井の現在地へ移転新築。
- 2002年（平成14年） - 君津中央病院新病院竣工。
- 2003年（平成15年）7月15日 - 旧病院から新病院に完全移転[2]。
- 2006年（平成18年） - 地方公営企業法の全部適用により、君津中央病院企業団に組織改正。
- 2009年（平成21年）1月 - 千葉県内2番目のドクターヘリを配備[3]。
- 2010年（平成22年） - 診療A棟が竣工。通院治療センター（血液浄化療法室、化学療法室）が稼働開始。
- 2017年（平成29年） - 手術支援ロボット『ダヴィンチ』を導入。
- 2023年（令和5年）4月3日 - アメニティ棟が竣工。タリーズコーヒー、院内薬局としてアイン薬局が開業。
- 2025年（令和7年）7月
  - 『経営強化プロジェクト』発足を発表[4]。
  - 3月に閉店した4階レストランのスペースにローソンが開業。

## 施設概要
- 敷地面積 : 109,548m2
- 建物延面積 : 51,524m2
- 建物構造 : RC造、免震構造
- 階数 : 地下1階、地上10階
- 設計 : 丹下健三・都市・建築設計研究所[5]
- 建設 : 清水建設[6]

### 病床数
- 病床数 660床（2024年4月1日現在）
  - 一般 636床
  - 結核 18床
  - 感染症 6床

## 診療科
| - 内科 - 脳神経内科 - 呼吸器内科 - 消化器内科 - 循環器内科 - 糖尿病・内分泌・代謝内科 - 腫瘍内科 - 血液内科 - 泌尿器科 - 腎臓内科 - 血液浄化療法科 - 小児科 - 外科 | - 整形外科 - 形成外科 - 小児外科 - 心臓血管外科 - 皮膚科 - リハビリテーション科 - 放射線治療科 - 麻酔科 - 耳鼻咽喉科 - 眼科 - 産婦人科 - 歯科・歯科口腔外科 - 緩和医療科 |

## 医療機関の指定
- 保険医療機関
- 労災保険指定医療機関
- 指定自立支援医療機関（更生医療・育成医療・精神通院医療）
- 身体障害者福祉法指定医の配置されている医療機関
- 生活保護法指定医療機関
- 結核指定医療機関
- 指定養育医療機関
- 戦傷病者特別援護法指定医療機関
- 原子爆弾被爆者医療指定医療機関
- 原子爆弾被爆者一般疾病医療取扱医療機関
- 第二種感染症指定医療機関
- 公害医療機関
- 母体保護法指定医の配置されている医療機関
- 災害拠点病院
- 小児救急医療拠点病院
- 救命救急センター
- 臨床研修指定病院
- がん診療連携拠点病院
- エイズ治療拠点病院
- 特定疾患治療研究事業委託医療機関
- DPC対象病院
- 指定療育機関
- 小児慢性特定疾患治療研究事業委託医療機関
- 地域周産期母子医療センター

## ドクターヘリ
- 初代 : マクドネル・ダグラス社製 MD902
  - 巡航速度 : 約280 km/h
  - 定員 : 最大4人
  - エンジン : 双発
- 2代 : 川崎重工業製 BK117 D-3
  - 巡航速度 : 約270 km/h
  - 定員 : 最大7人
  - エンジン : 双発

運行、整備は朝日航洋が行っている。 
2009年（平成21年）1月に千葉県内で日本医科大学千葉北総病院に次ぎ2機目のドクターヘリを配備。50 km圏内では離陸から約15分から20分でランデブーポイントへ到着できる。当病院の配備により、千葉県北部の北総病院と共に、今まで手薄であった千葉県南部をカバーできる事となり、千葉県内全域を約15分以内で到着できる事となった。
また、人口密集地である千葉市や葛南地域も約15分以内に到着できる他、千葉北総病院、埼玉医科大学総合医療センター（埼玉県川越市）、杏林大学医学部付属病院（東京都三鷹市）、東海大学医学部付属病院（神奈川県伊勢原市）と共に東京湾を囲んで5機配置されていることで、東京湾岸エリアにおける有事や重症患者等に対処できる体制となっている。

## アクセス
病院名に付く「君津」は地域としての旧君津郡を指しており、君津市ではなく木更津市にある。
- 自動車 : 国道127号沿いにあり、館山自動車道木更津南インターチェンジから北へ1.2 kmの場所にある。
- 鉄道 : JR東日本内房線（久留里線）木更津駅で下車。
- 路線バス（木更津駅）
  - 東口1番バス乗り場から日東交通バス「シーアイタウン行」「八幡台ニュータウン行」「八幡台循環線（B廻り）」に乗車し約10分。
  - 西口5番・6番バス乗り場から日東交通「君津駅南口行（君津中央病院経由）」または「小糸中島行」に乗車し約10分。
- 路線バス（君津駅）
  - 南口3番乗り場から日東交通「木更津駅西口行（君津中央病院経由）」に乗車し約20分。

## 大佐和分院
富津市に分院がある。
- 住所：富津市千種新田710
- 診療科：内科、小児科、外科、整形外科、泌尿器科、皮膚科、眼科、循環器科、神経内科
- 交通アクセス：内房線大貫駅より西へ徒歩10分。